# Think Big
Der Begriff Think Big (englisch: to think = denken, big = groß) bezeichnet die in den 1980er Jahren in Neuseeland durchgeführte Wirtschaftsstrategie. Damals handelte es sich bei dem nun weitgehend deregulierten und privatisierten Pazifikstaat um eine Gelenkte Volkswirtschaft, deren Wirtschaft größtenteils vom Staat bestimmt wurde. Das Projekt, hinter dem Robert Muldoon, der damalige Premierminister der New Zealand National Party, stand, wurde zur Verringerung der Abhängigkeit von anderen Ländern sowie zur Lösung der enormen wirtschaftlichen Probleme des Landes ins Leben gerufen. Das Projekt sah die Errichtung von überdimensionierten industriellen Einrichtungen und infrastrukturelle Verbesserungen vor.

## Geschichte

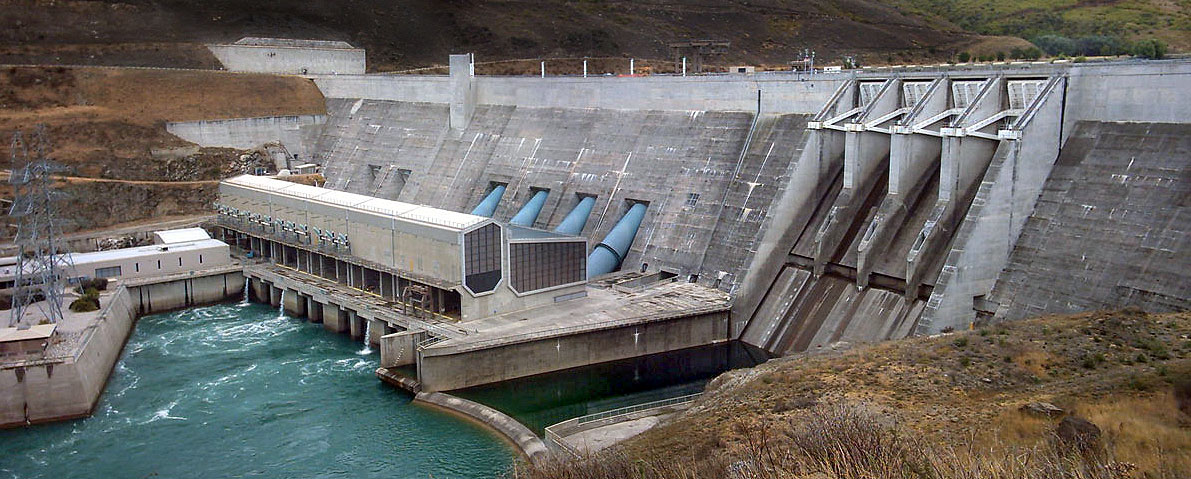
Der Clyde-Staudamm in Central Otago

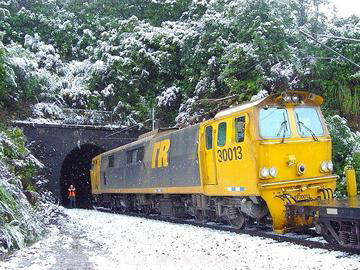
Elektrifiziertes Teilstück des North Island Main Trunk

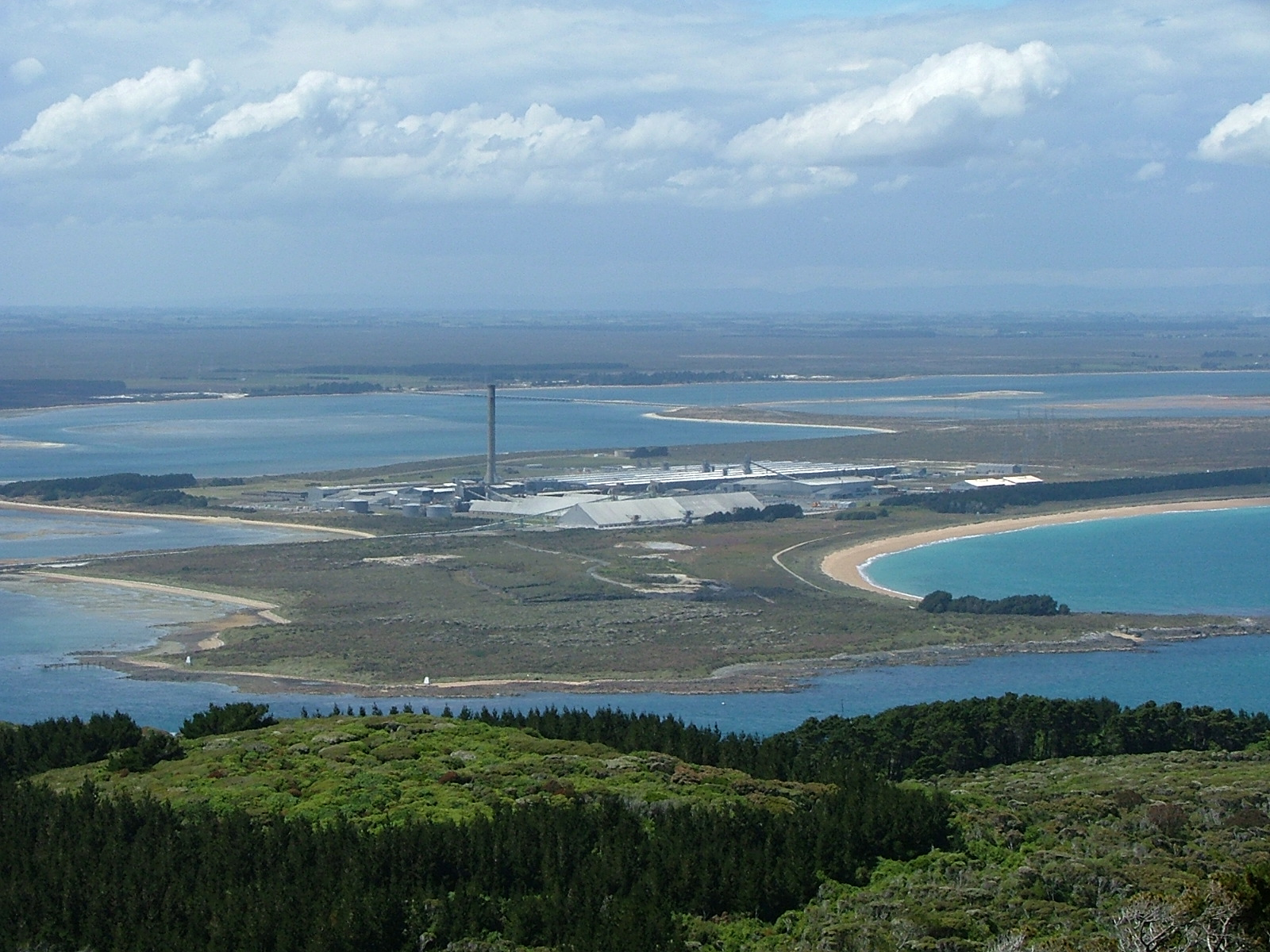
Die Aluminiumschmelze am Tiwai Point

In den späten 1970er-Jahren litt die neuseeländische Wirtschaft unter mehreren Faktoren:
- der Ölkrise von 1973,
- einer extrem hohen Inflationsrate
- dem Wegfallen des wichtigsten Handelspartners – Großbritannien – nach dessen Beitritt zur Europäischen Gemeinschaft.

1978 erhöhte die OPEC ihre Preise für Erdöl nochmals und ein Jahr später fand die Islamische Revolution im Iran statt und dieses Land förderte zu diesem Zeitpunkt kein Öl mehr. 1979 sollte es zur zweiten Ölkrise kommen.
Die Kombination von Inflation und wirtschaftlicher Stagnation – in den 1970ern etablierte sich für dieses Phänomen das Kofferwort „Stagflation“ – machte damals den meisten der wichtigen Industrieländer zu schaffen. Die Inflationsprobleme hingen auch zusammen mit dem Scheitern eines Systems weitgehend fester Wechselkurse („Bretton-Woods-System“), das 1944/45 etabliert worden war. Das System war vor allem an den USA gescheitert, die über ihre Verhältnisse lebten (siehe auch Vietnamkrieg, Wettrüsten, Apollo-Programm).
1978 wurde William Birch Energieminister Neuseelands. Er sah die ausgiebigen Reserven an Erdgas rund um den Mount Taranaki als Chance für die marode Wirtschaft. Nachdem 1979 eine weitere Ölkrise begann, verbot man den Verkauf von Benzin an Feiertagen und führte die Carless Days ein. Dabei musste jeder private Autofahrer an einem Tag der Woche auf das Autofahren verzichten. Vergehen gegen dieses Verbot wurden mit hohen Geldstrafen belegt.
Die hohen Ölpreise wirkten sich negativ auf das ohnehin schon vorhandene Außenhandelsdefizit aus, da Ölimporte einen großen Bestandteil der Gesamtimporte des Landes ausmachen. Die Realisierung verschiedener Think-Big-Projekte hatte als Ziele, die starke Abhängigkeit von Importen (besonders im Ölbereich) zu verringern, die Wirtschaft anzukurbeln und einer ausgeglichenen Außenhandelsbilanz näher zu kommen.

## Die Projekte
Den Kern der Think-Big-Strategie bildeten drei Hauptprojekte: Dazu zählte zum einen die Erweiterung der Ölraffinerie am Marsden Point nahe Whangārei, außerdem die Errichtung einer zum Mobil-Konzern gehörigen Fabrik zur Herstellung von synthetischem Benzin sowie eine Fabrik zur Herstellung von Methanol für den Export. Es wurde Erdgas aus einem Feld in der Tasmansee zu Methanol umgewandelt und daraus im Folgenden zu Benzin weiterverarbeitet. Da die Ölpreise kurz darauf aber wieder sanken, wurde die letzte Stufe dieser Umwandlung unwirtschaftlich und bald darauf beendet. Der am Clutha River/Mata-Au errichtete Clyde-Staudamm wurde damals gebaut, um die nahe gelegene Aluminiumschmelze mit genügend Energie versorgen zu können und bildet heute das größte Laufwasserkraftwerk des Landes.
Die einzelnen Projekte sind:
- die Methanol-Fabrik in Waitara bei New Plymouth
- das Ammonia/urea-Ölfeld in Kapuni bei New Plymouth
- eine Anlage zur Erzeugung von synthetischem Benzin in Motunui bei New Plymouth
- die Erweiterung der Raffinerie am Marsden Point nahe Whangārei
- die Erweiterung des New-Zealand-Steel-Stahlwerks in Glenbrook bei Pukekohe
- die Elektrifizierung der North-Island-Main-Trunk-Strecke zwischen Hamilton und Palmerston North
- die Erweiterung der Aluminiumschmelze am Tiwai Point bei Bluff
- sowie der Clyde-Staudamm am Clutha River/Mata-Au

## Folgen der Think-Big-Ära
Bis heute gibt es keine abschließende Studie darüber, ob die Think-Big-Politik für die neuseeländischen Wirtschaft von Nutzen war oder ob sie nur die Staatsverschuldung erhöhte. Dabei sind die Meinungen sehr gespalten. Während diese Projekte im Hinblick auf die Umwelt sicherlich schlecht waren, wären Neuseelands Probleme mit der Zahlungsbilanz in den späten 1980er Jahren ohne diese Projekte um einiges höher ausgefallen. Noch heute erwirtschaften einige dieser Fabriken hohe Gewinne, was für deren Produktivität spricht.